# Strycksele
Strycksele är en småort i Vindelns kommun.
Strycksele är vackert beläget vid Vindelälven 85 kilometer från Umeå längs väg 363.
Känd för sin paltservering under Vindelälvsloppet och även företagen Strycksele Palt och Stryckselekojan.
Stryckseles badstrand finns vid älven.